# Курземско възвишение
Курземското възвишение (на латвийски: Kurzemes augstiene; на руски: Курземская возвышенность) е ниско възвишение в западната част на Източноевропейската равнина, на територията на Латвия. Разположено е в западната част на страната, на едноименния полуостров, в басейна на река Вента и десният ѝ приток Абава. От долината на Вента се дели на две части Западно Курземско и Източно Курземско възвешение с максимална височина връх Криевукалнс 184 m, разположен югоизточно от град Салдус. Изградено е основно от варовици и доломити, препокрити от рохкави кватернерни моренно-глинести, древноезерни и флувиоглациални наслаги. Релефът му е хълмисто-равнинен. Много характерни са остатъчните древни ледникови форми: ками, друмлини, древни речни долини и др. Покрито е основно с иглолистни (смърч, бор) и смесени гори. Развива се животновъдството, зарнопроизводството и отглеждането на цвекло. В пределите на Западното Курземско възвишение са разположени градовете Айзпуте, Дурбе и Приекуле, а в Източнато Курземско възвишение – градовете Салдус, Броцени и Ауце.